# リス＝オランジス
リス＝オランジス （Ris-Orangis）は、フランス、イル＝ド＝フランス地域圏、エソンヌ県のコミューン。カトリックのエヴリー＝コルベイユ＝エソンヌ司教座、リス＝オランジス＝グリニー管区が置かれている。

## 歴史
土地の名前は、ラテン語で溝を意味するricoから生まれた。フランス革命中の1793年、ブリュテュス（Brutus）と呼ばれていた。現在の名となったのは1801年からである。
リス＝ゾランジスには先史時代や古代の痕跡はないが、現在のリス＝オランジスの地には古代に2つの村があったと推測されている。まず第一に、セーヌ川沿いの長い土地はRegia、Regis、時にはReyza, Reziaeと相次いで呼ばれていた。第二に、リス＝オランジスのある標高の高い場所は、12世紀にOrengiacumと呼ばれていた。これら2箇所では旧石器時代や新石器時代の、切り出された燧石が見つかっている。1919年、鉄道と道路に挟まれた、墓地を含む土地から、労働者がセーヌ川の砂の中から、磨かれた石器、大型動物の牙や歯、研がれたナイフ、針、青銅器を発見した。同じ年、ソワサント・アルパンという名の土地から、6世紀のものとされる墓が見つかった。
ガリア、ガロ＝ローマ、中世と、ほとんど継続して軍の占領が行われてきたことがわかっている。占領者にはテンプル騎士団もいた。16世紀から17世紀にかけいくつかの城も建てられた。

## 交通
- 鉄道 - RER D線オランジス＝ボワ・ド・レピーヌ駅、リス＝オランジス駅、ル・グラン・ブール駅

## 姉妹都市
- サルフェート、パレスチナ
- テル・モンド、イスラエル

## 出身者
- パトリック・シーラ - 卓球選手
- セバスティアン・ハラー - サッカー選手